# Поньон, Мария
Мария Поньон (фр. Maria Pognon), урождённая Ранье (фр. Rengnet, 15 февраля 1844, Онфлёр — 17 апреля 1925 или 15 апреля 1925, Сидней) — французская журналистка, редактор, феминистка, суфражистка, пацифистка и масон, известная своим успехом в качестве активистки за права женщин в конце XIX века. С 1892 по 1903 год она была президентом Французской лиги за права женщин, а также была членом пацифистской ассоциации Société française pour l’arbitrage entre Nations. Как масон, она была одним из 17 основателей Loge du Droit humain (Ложа прав человека), открытой как для мужчин, так и для женщин.

## Биография
Мария Ранье родилась 15 февраля 1844 года в Онфлёре и была дочерью Жюльена Ранье, сланцевого каменщика. Воспитывалась в обеспеченной семье; в 1873 году вышла замуж за архитектора Реймона Поньона, от которого родила сына и дочь. Её муж умер от брюшного тифа в 1876 году. В 1880 году она переехала в Париж, где содержала высококлассный пансион.
В 1889 году, после посещения конгресса по правам женщин Congrès français et international du droit des femmes, Мария стала активной участницей женского движения. С 1892 года она была ведущей фигурой во Французской лиге за права женщин (Ligue Française pour le Droit des Femmes), став её президентом два года спустя и оставаясь на этом посту до 1903 года. Она оказалась эффективным лидером и оратором, организовав и председательствуя на Международном феминистском конгрессе (Congrès Feministe International) в Париже в 1882 и 1896 годах и вместе с Маргерит Дюран в 1900 году на Международном конгрессе по положению и правам женщин (Congrès Feministe International de la condition et des droits des femmes), также состоявшемся в Париже. В 1901 году она была одной из шести женщин, основавших Национальный совет французских женщин (Conseil National des Femmes Françaises).
Поньон также была увлечённой писательницей, опубликовала около 70 статей в женском журнале La Fronde в период с 1897 по 1900 год. В 1893 году она была одной из 17 женщин, основавших масонскую ложу Droit Humain, которая была открыта как для мужчин, так и для женщин.
В 1905 году, внезапно лишившись денег, она с дочерью Матильдой переехала к сыну в Новую Каледонию. Два года спустя вместе с дочерью переехала в Сидней, Австралия, где стала активисткой местных женских организаций. Мария Поньон умерла 17 апреля 1925 года в пригороде Сиднея Дабл-Бэй.